# Niesslia aemula
Niesslia aemula är en lavart som beskrevs av Syd. 1940. Niesslia aemula ingår i släktet Niesslia och familjen Niessliaceae.   Inga underarter finns listade i Catalogue of Life.